# Kazimierz Łukomski
Kazimierz Łukomski (ur. w 1889 powiecie szawelskim, zm. 19 października 1936 w Poznaniu) – adwokat, wiceprezydent Łodzi (1936).

## Życiorys
Ukończył naukę w gimnazjum w Szawlach, a następnie studia Wydziale Prawa Uniwersytetu Kijowskiego. Odbył praktyki w oddziałach Wileńskiego Banku Handlowego w HomIu i Rzeczycy, następnie zostając kierownikiem agentury banku Szawlach. Był właścicielem majątku Bitajcie (lit. Bitaičiai), prezesem szawelskiego oddziału Kowieńskiego Towarzystwa Rolniczego. Wraz z Jerzym Dowiattem wydawał „Nowiny Litewskie”. Uczestniczył w rokowaniach polsko-litewskich w latach 1918–1919. Był sygnatariuszem deklaracji lojalności wobec Republiki Litewskiej uchwalonej przez część ziemian polskich w 1920, a także działał w Towarzystwie Rolniczym Producentów Rolnych. Działał w Towarzystwie Producentów Rolnych i Biurze Informacyjnym przy Polskiej Frakcji Poselskiej do Sejmu Republiki Litwewskiej.
Po wojnie polsko-bolszewickiej, w latach 1921–1929 przebywał za granicą, pracując w instytucjach bankowych. W 1929 został naczelnikiem wydziału kredytów długoterminowych, a następnie zastępcą dyrektora Państwowego Banku Rolnego, z czasem zostając dyrektorem Wołyńskiego Oddziału PBR w Łodzi (1934–1935). W grudniu 1935 zrezygnował z zajmowanego stanowiska. W latach 1932–1933 był komisarzem ministra opieki społecznej w Zakładzie Ubezpieczeń Pracowników Umysłowych. Pełnił funkcję tymczasowego wiceprezydenta Łodzi od 2 lipca 1936 do śmierci spowodowanej atakiem wyrostka robaczkowego.
Należał od 1908 do Związku Walki Czynnej w Kijowie, a następnie także do Polskiej Organizacji Wojskowej.
Został pochowany w Poznaniu.

## Odznaczenia
- Krzyż Niepodległości z Mieczami[4]